# Eat, Pray, Queef
Eat, Pray, Queef is de vierde aflevering van het dertiende seizoen van South Park. Hij kwam voor het eerst uit in de Verenigde Staten op 1 april 2009. Net als zijn voorgangers verscheen ook deze aflevering in hd-kwaliteit en een 16:9-ratio.
De titel verwijst naar het boek Eat, Pray, Love, geschreven door Elizabeth Gilbert. Ook verwijst het naar Martha Stewart en de film The Road Warrior.

## Verhaal
Terrance and Phillip, een show over twee schetenlatende Canadezen, wordt tot grote frustratie van de jongens van de buis gehaald ten gunste van The Queef Sisters, een show over twee schedewind-latende Canadese vrouwen. Hoewel de humor min of meer overeenkomt met de schetenhumor van Terrance en Phillip, vinden de jongens het idee van grappen over schedewind-latende vrouwen onsmakelijk. Terrance en Phillip zelf verliezen hun baan en maken een plan om The Queef Sisters te vermoorden.
Op school laat een meisje een schedewind in het gezicht van Butters die hierdoor zwaar getraumatiseerd raakt. De jongens en mannen zijn zwaar verontwaardigd terwijl de vrouwen en meisjes dit niet begrijpen: mannen choqueren immers constant vrouwen met hun scheet-grappen. 
Terrance en Phillip geven inmiddels hun moordplannen jegens The Queef Sisters op wanneer de zussen bekennen dat Terrance en Phillip hun idolen waren. Uiteindelijk krijgen ze ieder een relatie met een van de zussen, hoewel ze de voortdurende schedewinden onsmakelijk vinden.
In Colorado weten de mannen inmiddels een verbod op het laten van schedewinden te bewerkstelligen. Sharon Marsh is echter diep teleurgesteld over het seksisme en de dubbele moraal die nog steeds de maatschappij beheerst, en feliciteert Randy en Stan Marsh sarcastisch met het feit dat de mannen weer hun zin hebben gekregen. Stan en Randy realiseren zich nu dat het probleem veel dieper zit dan alleen maar de discussie over schedewinden, zien hun fout in, en nemen met alle mannen van South Park het lied 'Queef Free' op waarin gelijkheid tussen man en vrouw gepropageerd wordt.
In Canada vindt inmiddels een dubbele bruiloft plaats tussen Terrance en Phillip en The Queef Sisters, waarbij beide koppels zoveel scheten en schedewinden laten dat de dominee walgend de ceremonie verlaat.